# 張榮豐
張榮豐（1954年4月10日—），台灣跨足學術及政府兩域的知名學者，國立政治大學東亞研究所博士，曾任國家安全會議副秘書長。現任中華經濟研究院第一研究所研究員、國立台灣大學經濟系兼任教授、台灣戰略模擬學會理事長。

## 經歷
張榮豐以台海兩岸政治談判和經濟見長，在1988年蔣經國總統逝世後，李登輝總統對專家學者的招募廣納，於是加入中華民國總統府幕僚團的成員，主要負責大陸政策的規劃。1996年台海危機，他進入國家統一委員會擔任研究委員，負責召集幕僚小組制訂應變計畫，此計畫即為後來「十八套劇本」稱之。1999年擔任中華民國國家安全會議諮詢委員期間，他和蔡英文等具有台大、政大出身的學者共同起草後來李登輝發表的兩國論。但當兩國論一出引發輿論與國際社會的辯證，惟張本人未公開證實。2003年擔任國家安全會議副秘書長，並獲贈二等景星勳章。
張榮豐累積十多年的兩岸關係實務經驗，亦多次擔任李登輝政府密使前往中國大陸密會中國共產黨人士（例如葉選寧、楊尚昆等人），是李登輝政府「兩岸議題作戰官」，被譽為「國家安全守護神」。另外，張榮豐擁有良好的文學素養，曾在1981年以《我的卅年》獲得當年度聯合報文學獎散文獎。
2005年與丁渝洲、林信義、賴幸媛、張錫模、蕭志如、蔡天鉞、張金堅、蘇偉碩等人創立台灣戰略模擬學會，並擔任秘書長職務。
2014年加入柯文哲競選團隊負責戰略規劃，曾預估柯文哲將贏連勝文24萬4,255票，開票結果則贏24萬4,051票，兩者僅差204票。

## 言論
- 2017年6月13日，經濟民主連合等14個民間團體舉辦記者會發表《民間版國家特別基礎建設條例草案》，抨擊前瞻基礎建設計畫不符預算法則、破壞憲政體制。張榮豐是《民間版》發起人之一，但並未出席。經濟民主連合發言人許博任說，張榮豐同意參與《民間版》草擬行動，但並不是起草小組成員，也沒有參與起草小組會議[3][4]。

## 荣誉

### 中华民国勋章奖章
- 二等景星勋章（2003年6月27日于台北总统府颁授[5]）

## 著作
- 張榮豐，1982年，《中共合資經營企業之體制·問題與展望（2）》，共62頁，臺北市，中華經濟研究院。
- 張榮豐，1997年，《台海兩岸經貿關係－智庫10》，業強出版社。
- 張榮豐、吳明澤、林昱君，2007年，《中國宏觀調控的邏輯性分析》，共46頁，臺北市，中華經濟研究院。
- 張榮豐，2008年，《中國計畫經濟運行原理與經濟發展特色》，共164頁，臺北市，中華經濟研究院。
- 蕭代基、張榮豐，2008年，《2008年新政府就任後之政策建言》，共142頁，臺北市，中華經濟研究院。
- 張榮豐、原磊、吳明澤，2013年，《「十二五規劃」與中國經濟發展策略演變》，共406頁，臺北市，中華經濟研究院。
- 張榮豐，2022年，《無煙硝的戰場：從威權到民主轉折的國安手記》，共304頁，臺北市，東美出版公司。

## 外部連結
- （繁體中文） 財團法人中華經濟研究院
- （繁體中文） 台灣戰略模擬學會 （页面存档备份，存于）
- （繁體中文） 張榮豐的Facebook專頁